# Posners sats
Inom matematiken är Posners sats ett resultat som säger att för en prim polynomidentitetalgebra A med centrum Z är ringen {\displaystyle A\otimes _{Z}Z_{(0)}} en central enkel algebra över {\displaystyle Z_{(0)}}, kvotkroppen av Z.